# Quincy (Schiff, 1936)
Die USS Quincy (Kennung: CA-39) war ein Schwerer Kreuzer der United States Navy. Das Schiff gehörte zur New-Orleans-Klasse und wurde am 15. November 1933 von der Fore River Shipyard in Quincy, Massachusetts, auf Kiel gelegt. Der Stapellauf war am 19. Juni 1935, das Schiff wurde am 9. Juni 1936 in Boston unter dem Befehl von William Faulkner Amsden in Dienst gestellt. Der Kreuzer wurde wie alle anderen Schiffe der New-Orleans-Klasse nach den Standards und Bestimmungen des Flottenvertrages von Washington von 1922 gebaut. Sie sank in der Schlacht vor Savo Island am 9. August 1942.

## Erste Einsätze
Kurz nachdem die Quincy der Cruiser Division 8 (CruDiv8; Atlantische Flotte) zugewiesen wurde, wurde sie am 20. Juli 1936 zu ihrem ersten Einsatz ins Mittelmeer berufen, um die amerikanischen Interessen in Spanien während des Spanischen Bürgerkriegs zu schützen. Am 26. Juli passierte die Quincy die Straße von Gibraltar und erreichte einen Tag später Málaga. Während seines Einsatzes bildete das Schiff zusammen mit der Deutschland, der Admiral Scheer und der Admiral Graf Spee eine internationale Rettungsflotte. In dieser Zeit rettete die Quincy insgesamt 490 Flüchtlinge nach Marseille und Villefranche-sur-Mer (Frankreich), bis sie am 27. September durch die Raleigh abgelöst wurde.
Am 5. Oktober kehrte die Quincy in den Boston Naval Shipyard zurück, um sich auf die endgültigen Annahmeverfahren vorzubereiten, die vom 15. bis 18. März 1937 stattfanden. Am 12. April machte sich das Schiff auf den Weg Richtung Pazifik, um sich der Cruiser Division 7 anzuschließen. Sie durchquerte den Panamakanal vom 23. bis 27. April und erreichte Pearl Harbor am 10. Mai.
Die Quincy nahm mit der Pazifischen Flotte am 20. Mai an einer taktischen Übung teil, was das erste von vielen Manövern war, die die Quincy in den Jahren 1937 und 1938 absolvierte. Vom 15. März bis zum 28. April partizipierte sie an einer wichtigen Schlachtübung der Pazifischen Flotte vor Hawaii, dem „Fleet problem XIX“. Nach einer Überholung im Mare Island Naval Shipyard nahm die Quincy an den taktischen Operationen ihrer Division vor San Clemente, Kalifornien teil. Am 4. Januar 1939 wurde die Quincy schließlich in den Nordatlantik beordert, wo sie den Rest des Jahres 1939 patrouillierte. Mit der Atlantischen Flotte nahm sie unter anderem am „Fleet Problem XX“ vom 13. bis 26. Februar teil.

## Zweiter Weltkrieg und Untergang
Während des Zweiten Weltkriegs war die Quincy unter dem Kommando von Konteradmiral Norman Scott Teil verschiedener Task Forces, unter anderem der Task Forces 16 und 18. Im Juli 1942 war die Quincy zusammen mit weiteren Schiffen, darunter auch ihre Schwesterschiffe Astoria und Vincennes, auf dem Weg in den Südpazifik zur Invasion der Salomoneninsel Guadalcanal. Vor dem Angriff zerstörte die Quincy am 7. August mehrere japanische Einrichtungen und ein Öldepot während des Bombardements von Lunga Point. Vor der geplanten amerikanischen Invasion auf Guadalcanal wurde die Quincy während ihrer Patrouille im Kanal zwischen Florida Island und Savo Island in den frühen Morgenstunden des 9. Augusts durch japanische Kreuzer angegriffen, was zur Schlacht vor Savo Island zwischen den amerikanischen und japanischen Seestreitkräften führte. Die Besatzung der Quincy wurde durch diesen Angriff überrascht und war nicht sofort zum Feuern bereit, weshalb die Quincy im Kreuzfeuer zwischen den japanischen Kreuzern Aoba, Furutaka und Tenryū gefangen war. Infolgedessen wurde sie von zwei Torpedos der Tenryū getroffen und schwer beschädigt. Um 02:10 Uhr wurde ein Großteil der Brückenbesatzung, darunter auch der Kapitän, durch Granaten getötet. Um 02:16 Uhr wurde der Kreuzer durch einen weiteren Torpedo, diesmal von der Aoba, getroffen. Die Quincy überstand noch einige weitere direkte Treffer, die 370 Tote und 167 Verwundete an Bord des Kreuzers verursachten. Das Schiff sank schließlich in Folge seiner schweren Beschädigungen um 02:38 Uhr; auch die beiden Schwesterschiffe Astoria und Vincennes wurden versenkt. Alle drei Schiffe zählten mit zu den ersten Schiffen, die im Ironbottom Sound gesunken sind.

## Bilder

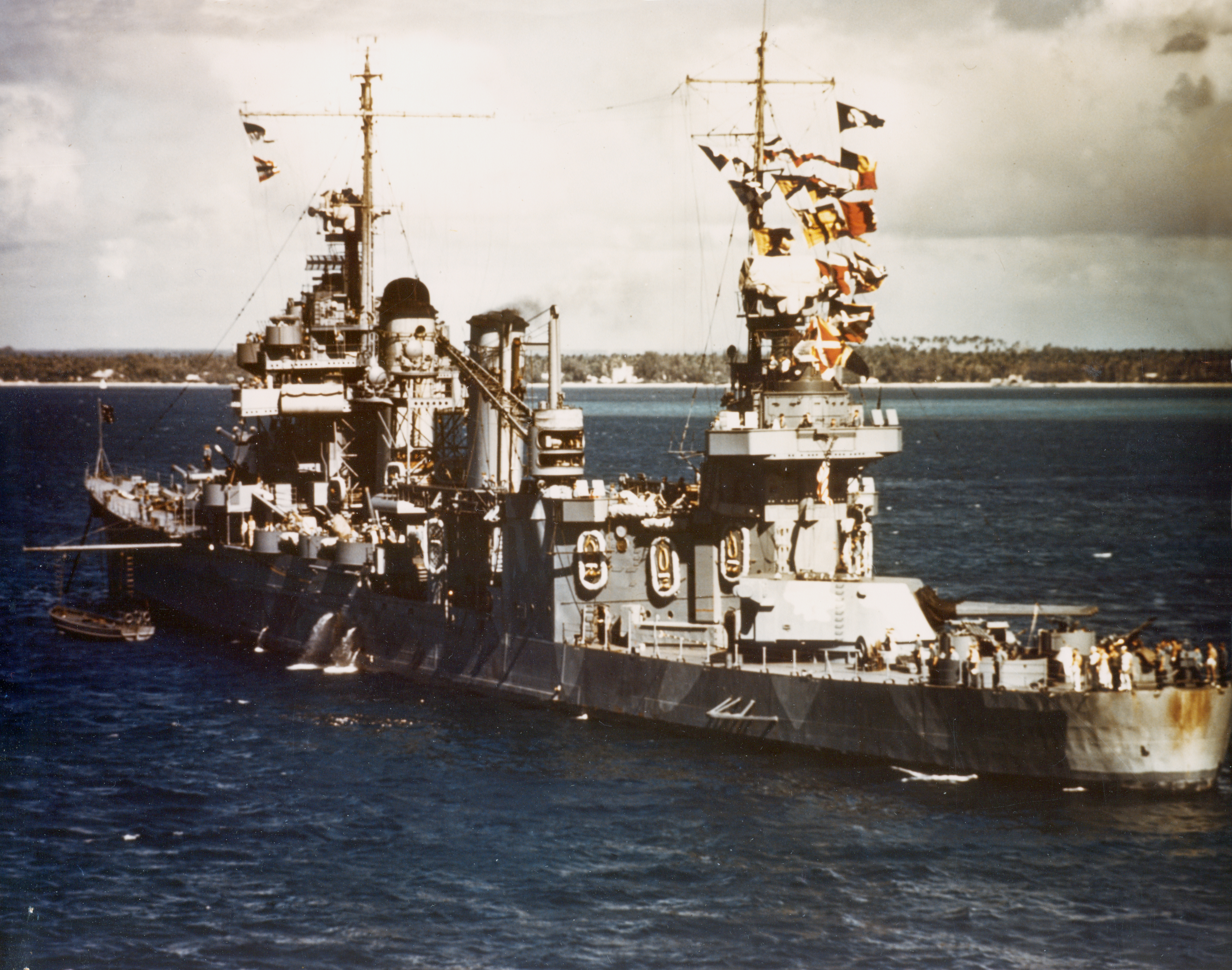
Die Quincy 1942
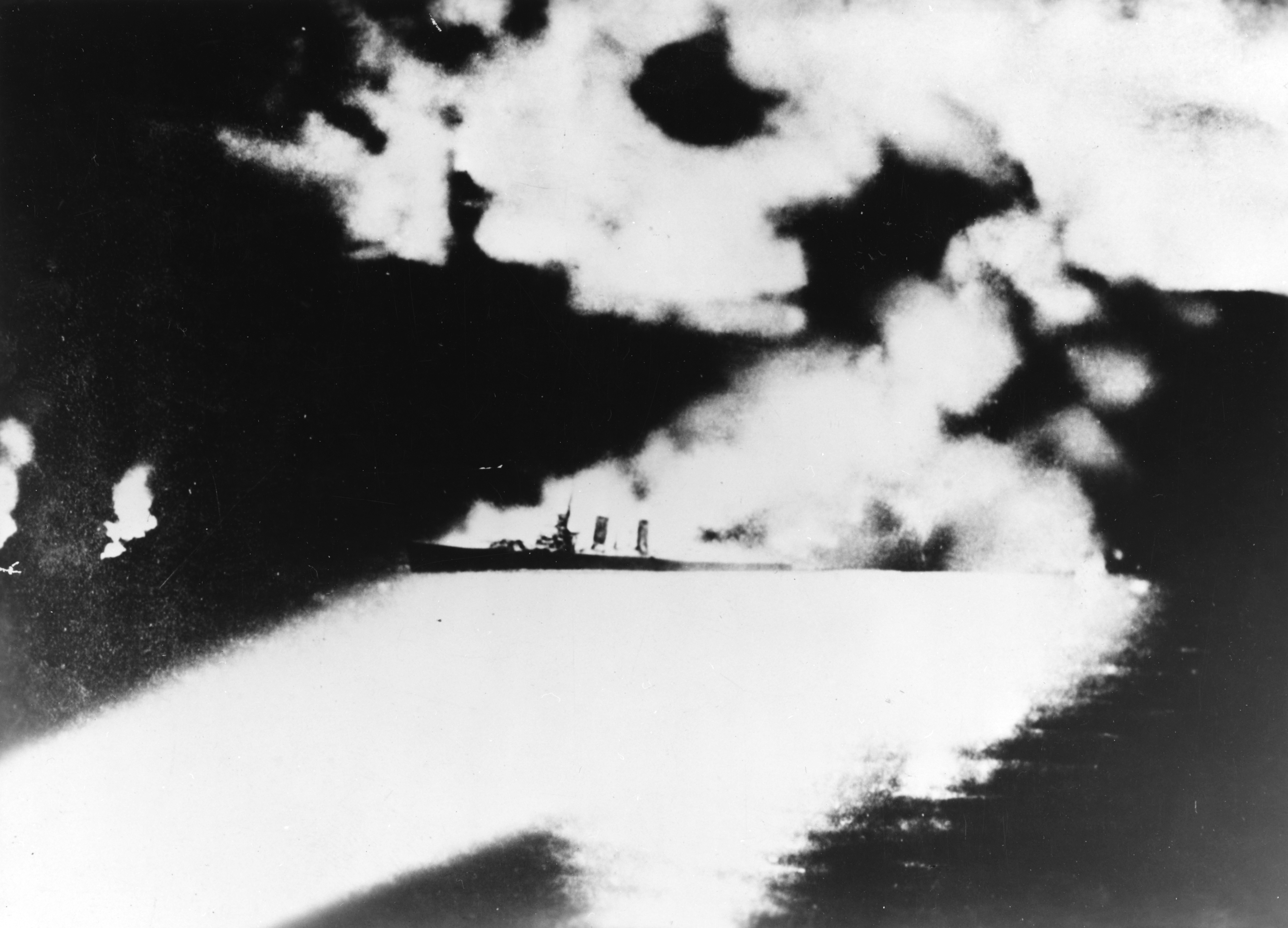
Die brennende Quincy im Scheinwerferlicht der japanischen Kreuzer
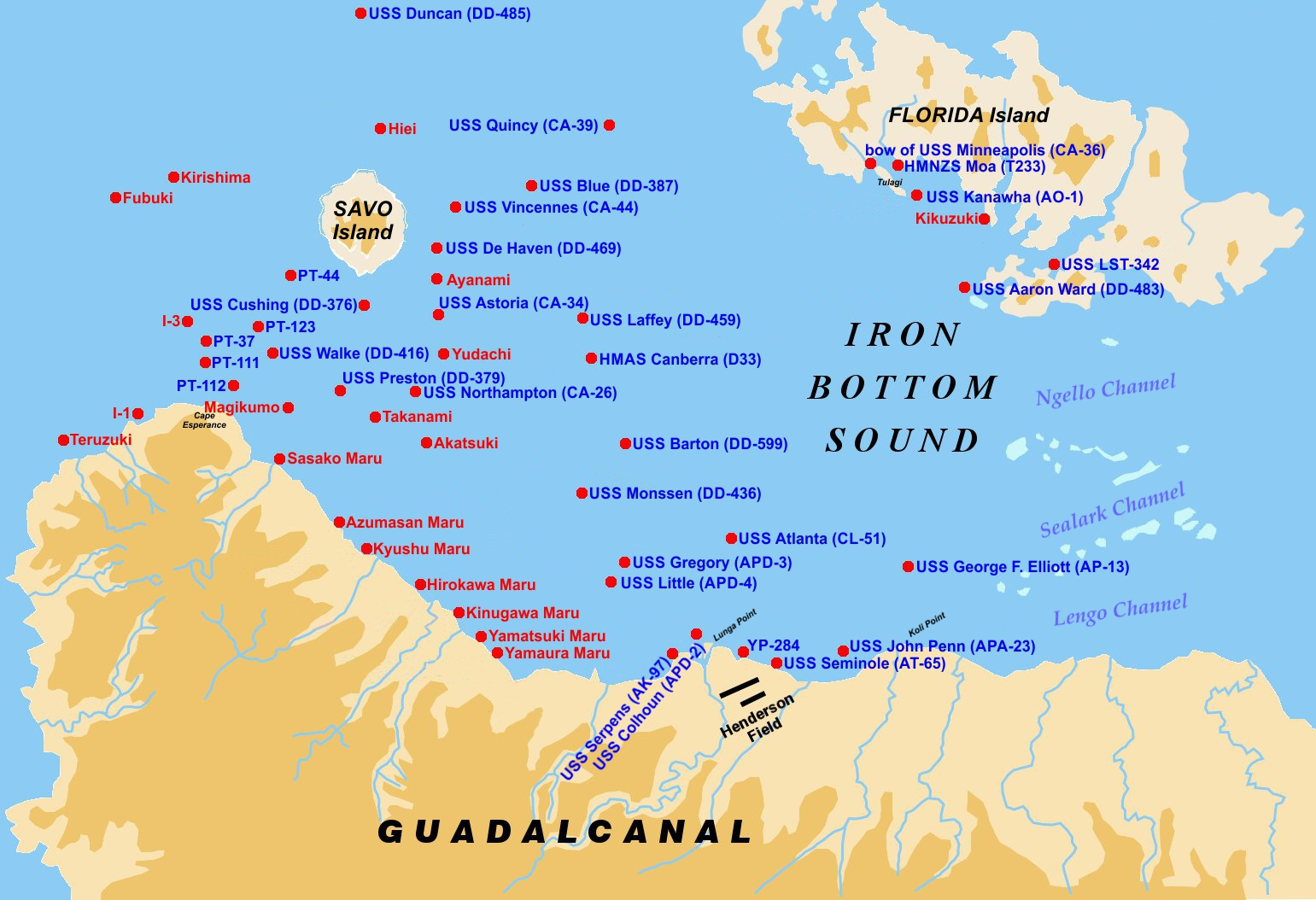
Karte der Schiffswracks im Ironbottom Sound

## Auszeichnungen
Während ihres Dienstes im Zweiten Weltkrieg erhielt die Quincy einen Battle Star.